# Marcaulés
Marcolès és un municipi francès situat al departament de Cantal i a la regió d'Alvèrnia-Roine-Alps. L'any 2007 tenia 608 habitants.

## Demografia

### Població
El 2007 la població de fet de Marcolès era de 608 persones. Hi havia 256 famílies de les quals 88 eren unipersonals (68 homes vivint sols i 20 dones vivint soles), 72 parelles sense fills, 72 parelles amb fills i 24 famílies monoparentals amb fills. La població d'habitants censats ha evolucionat segons el següent gràfic:

### Habitatges

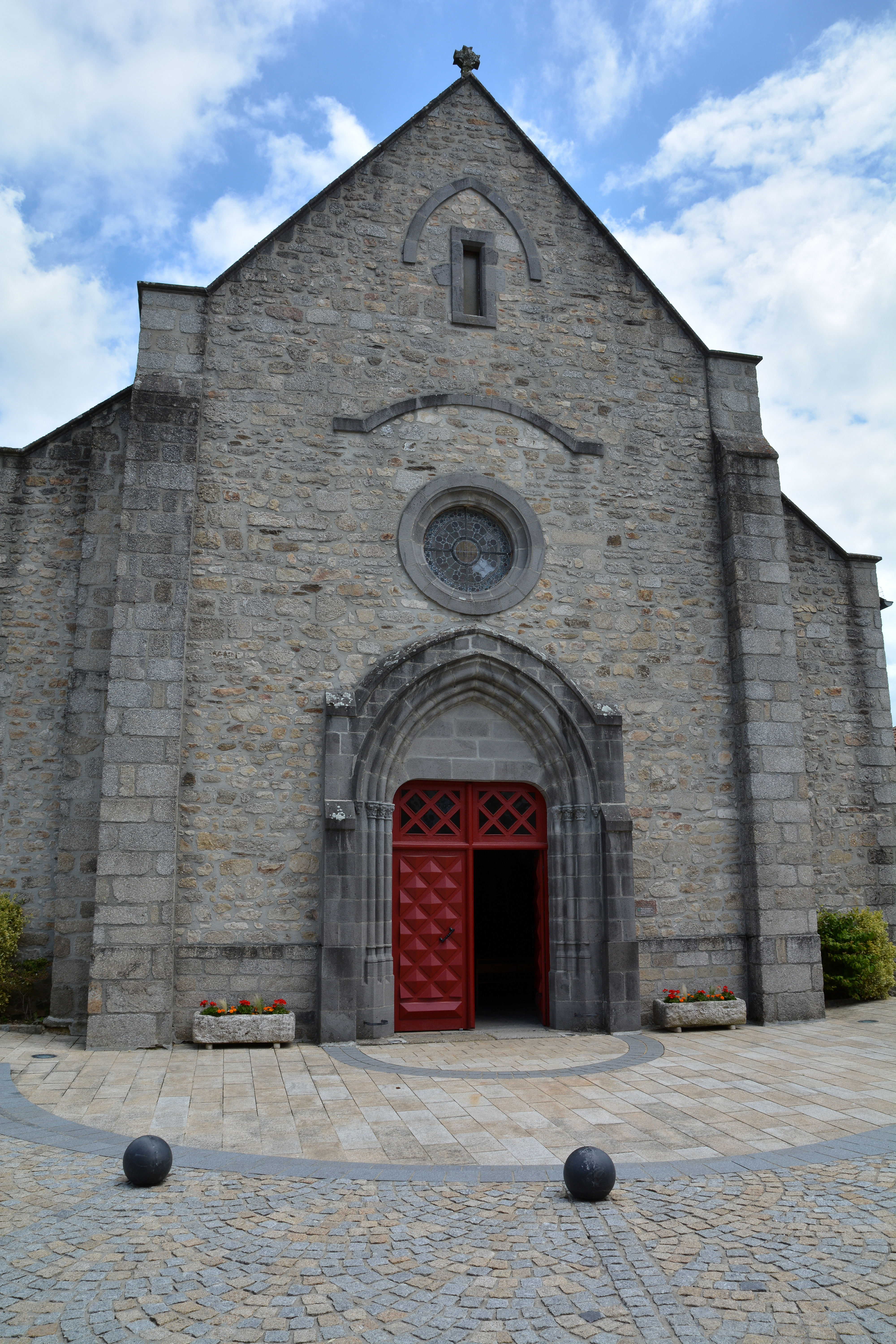
Església

El 2007 hi havia 381 habitatges, 268 eren l'habitatge principal de la família, 86 eren segones residències i 27 estaven desocupats. 357 eren cases i 20 eren apartaments. Dels 268 habitatges principals, 201 estaven ocupats pels seus propietaris, 42 estaven llogats i ocupats pels llogaters i 26 estaven cedits a títol gratuït; 2 tenien una cambra, 22 en tenien dues, 36 en tenien tres, 75 en tenien quatre i 134 en tenien cinc o més. 207 habitatges disposaven pel capbaix d'una plaça de pàrquing. A 117 habitatges hi havia un automòbil i a 109 n'hi havia dos o més.

### Piràmide de població
La piràmide de població per edats i sexe el 2009 era:
| Homes | Edats   | Dones |
| ----- | ------- | ----- |
| 0     | 95 o +  | 0     |
| 0     | 90 a 94 | 0     |
| 0     | 85 a 89 | 16    |
| 8     | 80 a 84 | 12    |
| 28    | 75 a 79 | 12    |
| 8     | 70 a 74 | 28    |
| 20    | 65 a 69 | 16    |
| 20    | 60 a 64 | 24    |
| 16    | 55 a 59 | 20    |
| 24    | 50 a 54 | 24    |
| 20    | 45 a 49 | 20    |
| 20    | 40 a 44 | 12    |
| 16    | 35 a 39 | 8     |
| 28    | 30 a 34 | 20    |
| 16    | 25 a 29 | 12    |
| 24    | 20 a 24 | 12    |
| 28    | 15 a 19 | 8     |
| 8     | 10 a 14 | 24    |
| 16    | 5 a 9   | 12    |
| 4     | 0 a 4   | 4     |

## Economia

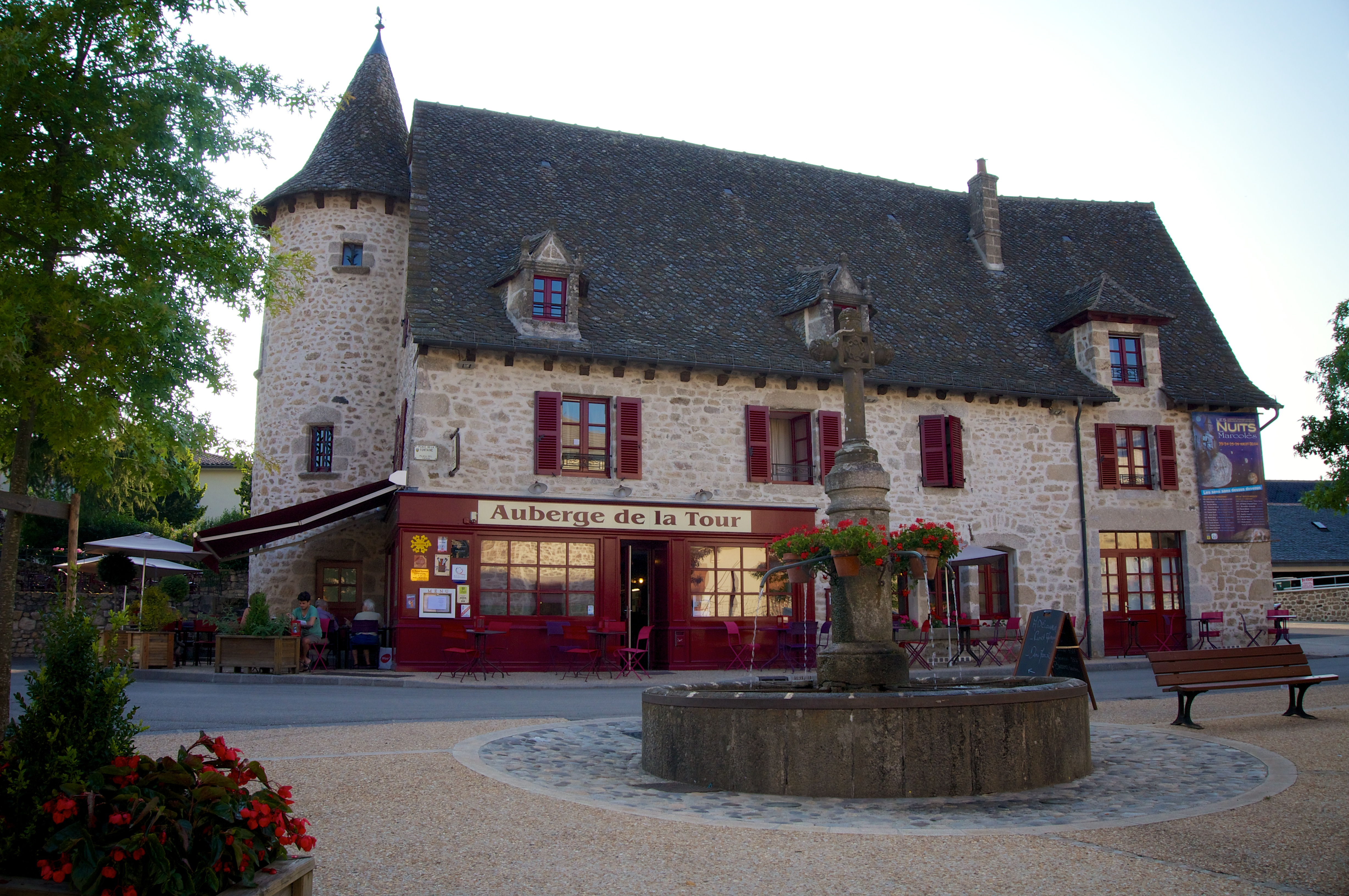
Aubergue de la Tour

El 2007 la població en edat de treballar era de 357 persones, 262 eren actives i 95 eren inactives. De les 262 persones actives 250 estaven ocupades (139 homes i 111 dones) i 12 estaven aturades (8 homes i 4 dones). De les 95 persones inactives 44 estaven jubilades, 30 estaven estudiant i 21 estaven classificades com a «altres inactius».

### Ingressos
El 2009 a Marcolès hi havia 256 unitats fiscals que integraven 590 persones, la mediana anual d'ingressos fiscals per persona era de 13.636 €.

### Activitats econòmiques

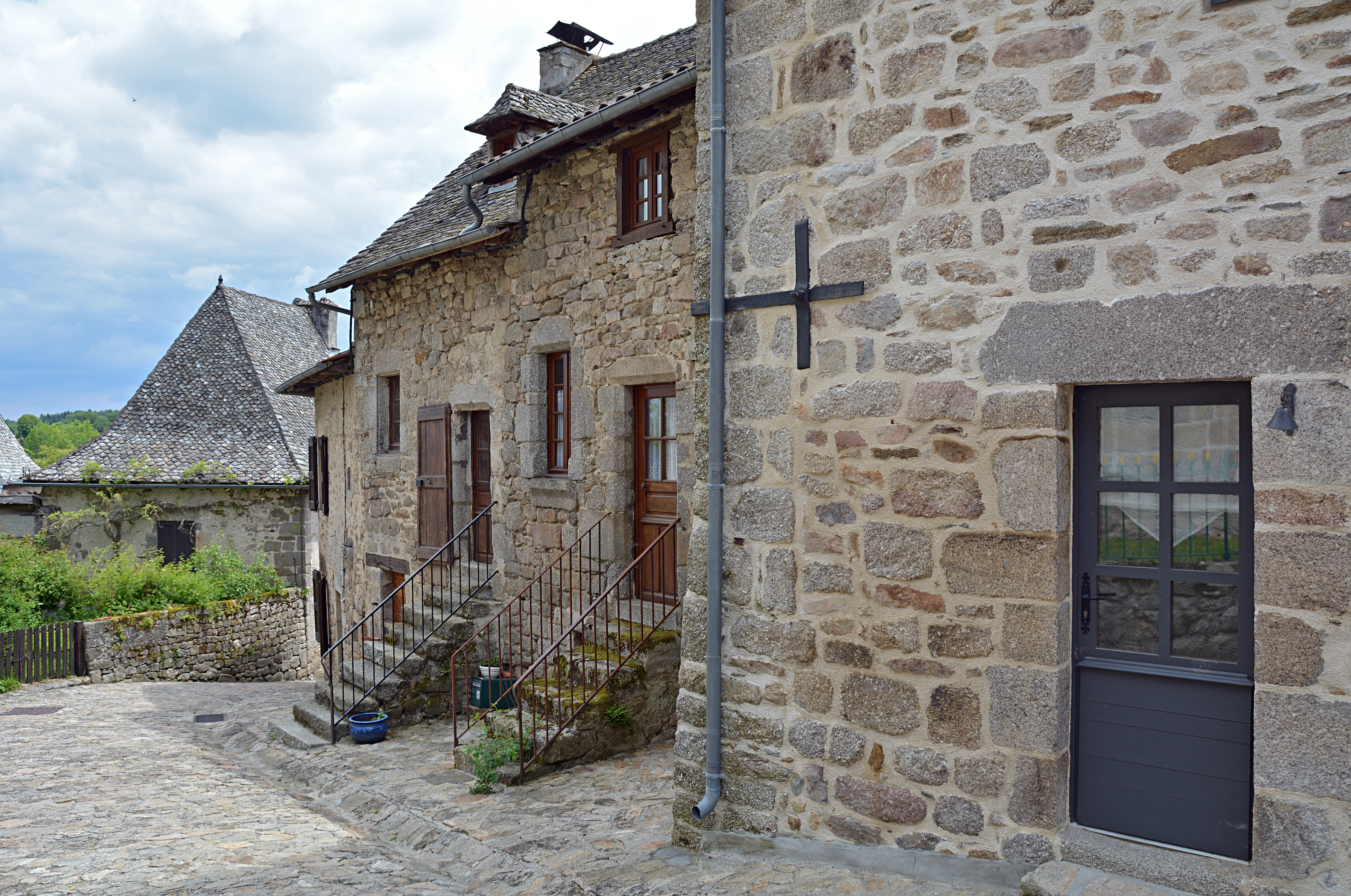

Dels 26 establiments que hi havia el 2007, 1 era d'una empresa alimentària, 2 d'empreses de fabricació d'altres productes industrials, 4 d'empreses de construcció, 5 d'empreses de comerç i reparació d'automòbils, 5 d'empreses de transport, 2 d'empreses d'hostatgeria i restauració, 1 d'una empresa financera, 1 d'una empresa immobiliària, 1 d'una empresa de serveis, 2 d'entitats de l'administració pública i 2 d'empreses classificades com a «altres activitats de serveis».
Dels 10 establiments de servei als particulars que hi havia el 2009, 1 era una oficina de correu, 1 una oficina bancària, 1 funerària, 1 taller de reparació d'automòbils i de material agrícola, 1 paleta, 1 guixaire pintor, 2 fusteries, 1 perruqueria i 1 restaurant.
Dels 3 establiments comercials que hi havia el 2009, 1 era una botiga de menys de 120 m², 1 una fleca i 1 un drogueria.
L'any 2000 a Marcolès hi havia 64 explotacions agrícoles que ocupaven un total de 2.968 hectàrees.

## Equipaments sanitaris i escolars

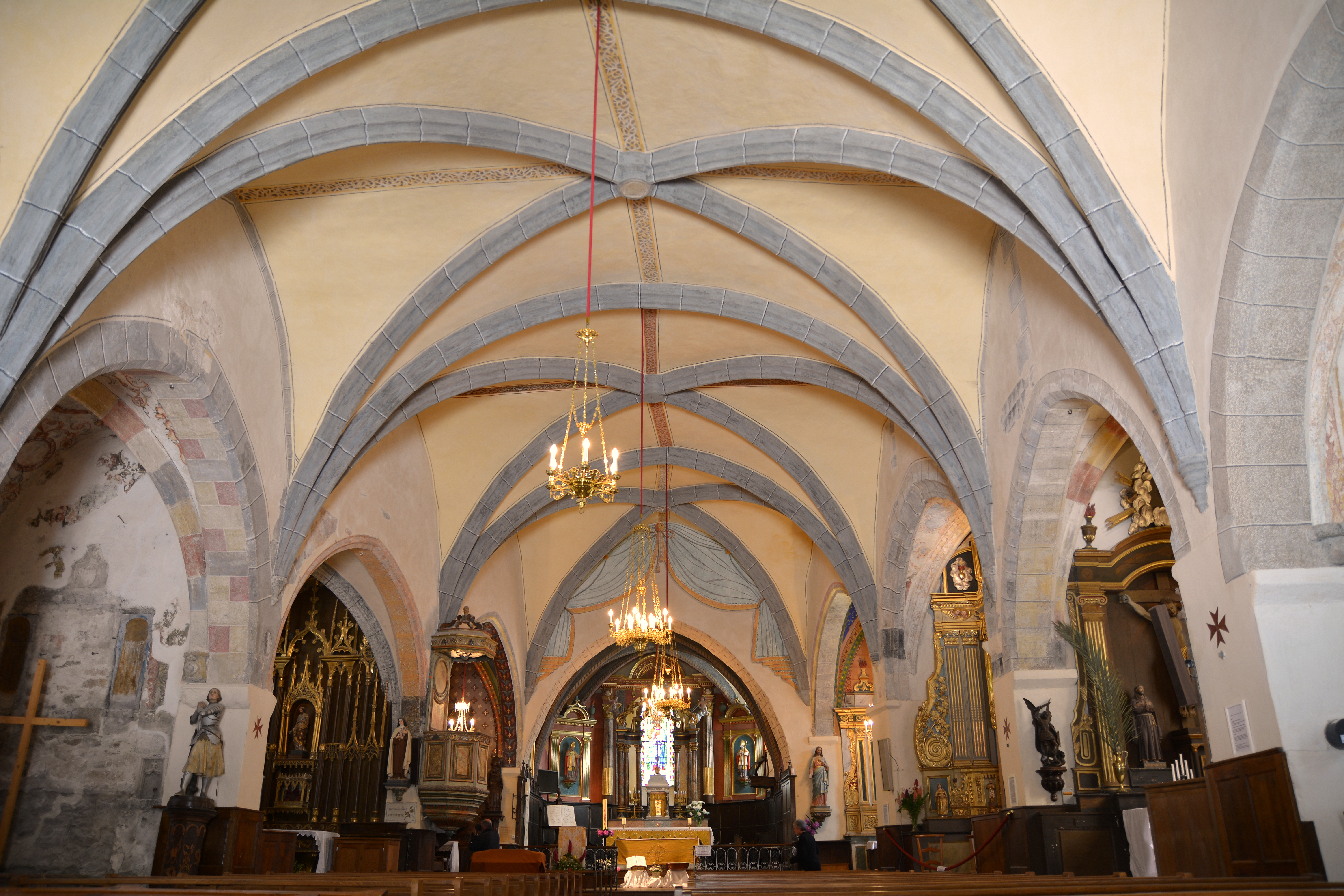
Interior església

El 2009 hi havia una escola elemental.

## Poblacions properes
El següent diagrama mostra les poblacions més properes.